# St. Agatha (Oberösterreich)
St. Agatha (auch Sankt Agatha)  ist eine Gemeinde in Oberösterreich im Bezirk Grieskirchen  im Hausruckviertel mit 2161 Einwohnern (Stand 1. Jänner 2024). Die Gemeinde liegt im Gerichtsbezirk Eferding.

## Geografie
St. Agatha liegt auf 603 m Höhe im Hausruckviertel. Die Ausdehnung beträgt von Nord nach Süd 7,0 km, von West nach Ost 8,4 km. Die Gesamtfläche beträgt 31,8 km². 29,7 % der Fläche sind bewaldet, 65,3 % der Fläche werden landwirtschaftlich genutzt.

### Gemeindegliederung
Das Gemeindegebiet umfasst folgende 40 Ortschaften (in Klammern Einwohnerzahl Stand 1. Jänner 2024):
- Bäckenhof (1)
- Bräuleiten (19)
- Dittersdorf (48)
- Dörfledt (10)
- Dunzing (32)
- Ensfeld (68)
- Ernleiten (12)
- Etzing (96)
- Freiling (57)
- Gmein (57)
- Götzling (48)
- Gschwendt (17)
- Hanging (35)
- Hatzing (75)
- Henzing (37)
- Hollerbrunn (19)
- Hölzing (74)
- Holzwühr (21)
- Hundsdorf (66)
- Kolmhof (9)
- Königsdorf (125)
- Kropfleiten (3)
- Löcking (9)
- Löwengrub (28)
- Miniberg (8)
- Mitterberg (4)
- Mühlgraben (8)
- Parz (24)
- Pötzling (17)
- Riesching (136)
- Sattlberg (12)
- Schabetsberg (26)
- Scharzeredt (38)
- Scheiblberg (17)
- Schmieding (16)
- Sonnleiten (29)
- St. Agatha (812)
- Steinzen (10)
- Uring (28)
- Waid (10)

Die Gemeinde besteht aus den Katastralgemeinden Königsdorf und St. Agatha.

### Nachbargemeinden
- Waldkirchen am Wesen im Bezirk Schärding
- Eschenau im Hausruckkreis, Heiligenberg und Waizenkirchen im Bezirk Grieskirchen
- Haibach ob der Donau und Stroheim im Bezirk Eferding
- Hofkirchen im Mühlkreis im Bezirk Rohrbach grenzt in der Donaumitte bei der Schlögener Schlinge auf etwa 500 m Länge an.

## Geschichte

### Ortsgeschichte
Die erste schriftliche Erwähnung des Ortsnamens Sankt Agatha erfolgte erst im 14. Jahrhundert, andere Ortschaften im Gemeindegebiet wurden allerdings schon deutlich früher erwähnt, wie etwa Etzing und Riesching zwischen 1180 und 1200.
Ursprünglich im Ostteil des Herzogtums Bayern liegend, gehörte der Ort seit dem 12. Jahrhundert zum Herzogtum Österreich. Seit 1490 wird er dem Fürstentum Österreich ob der Enns zugerechnet. Beim Oberösterreichischen Bauernkrieg des Jahres 1626 spielte der aus St. Agatha stammende Stefan Fadinger eine führende Rolle. Während der Napoleonischen Kriege war der Ort mehrfach besetzt. Seit 1918 gehört der Ort zum Bundesland Oberösterreich. Nach dem Anschluss Österreichs an das Deutsche Reich am 13. März 1938 gehörte der Ort zum „Gau Oberdonau“. 1945 erfolgte die Wiederherstellung Oberösterreichs.
St. Agatha war bis 1923 Teil des Gerichtsbezirkes Waizenkirchen und wurde nach dessen Auflösung dem Gerichtsbezirk Peuerbach zugeschlagen. Gleichzeitig wurde die Gemeinde aus dem Bezirk Eferding herausgelöst und Teil des Bezirks Grieskirchen.

### Einwohnerentwicklung
1991 hatte die Gemeinde laut Volkszählung 2.079 Einwohner, 2001 dann 2.121 Einwohner. Die Zunahme erfolgte trotz negativer Wanderungsbilanz (−75), da die Geburtenbilanz größer war (+117). Dies setzte sich auch zwischen 2001 und 2011 fort, sodass die Bevölkerungszahl auf 2.144 Personen im Jahr 2011 anstieg.

## Infrastruktur
In der Ortschaft Mitterberg (mit 300 Meter Donauzugang) befindet sich die Freizeitanlage mit Yachthafen Schlögen und das Bezirksfeuerwehr-Bootshaus.

## Kultur und Sehenswürdigkeiten

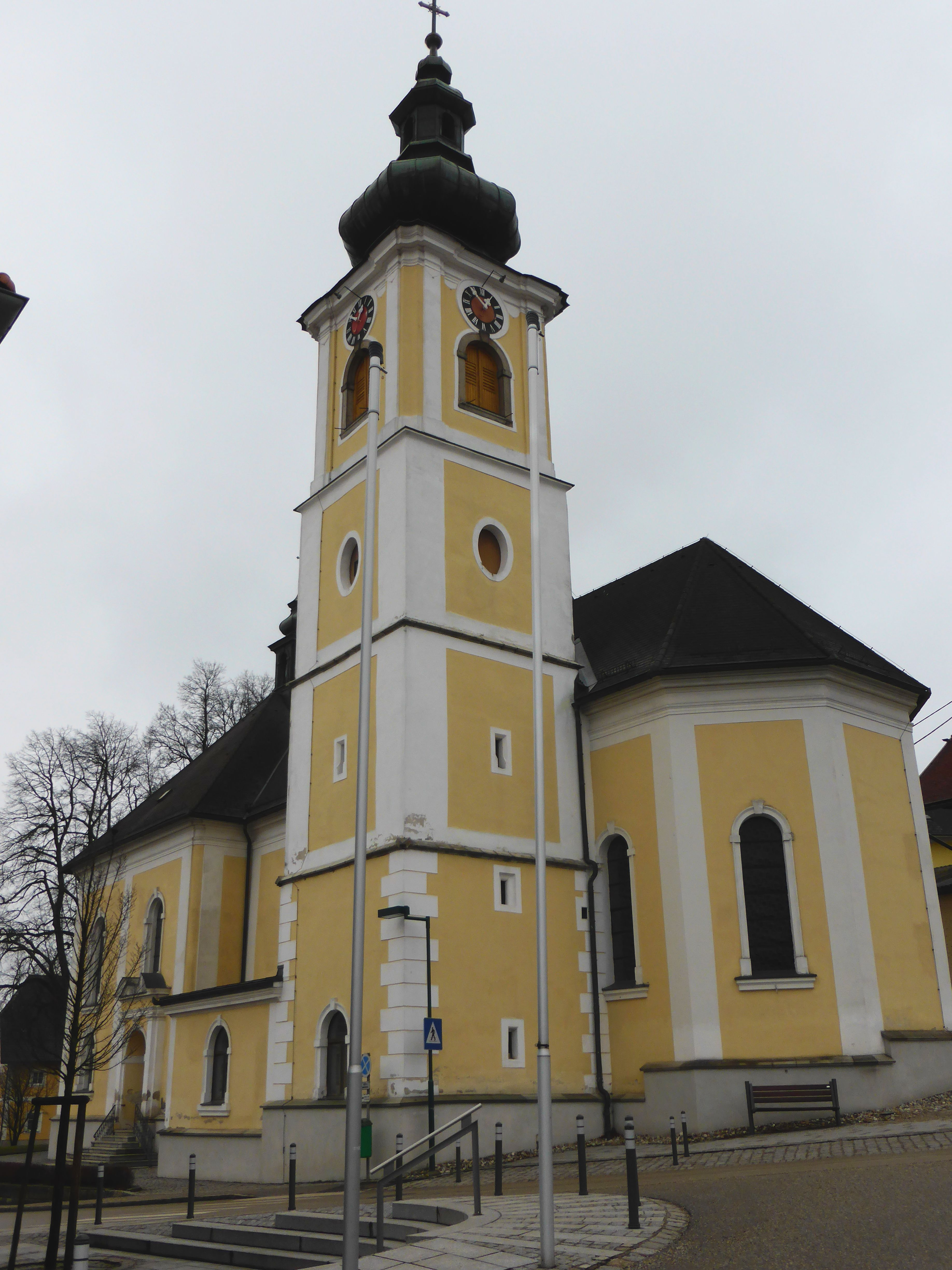
Pfarrkirche St. Agatha

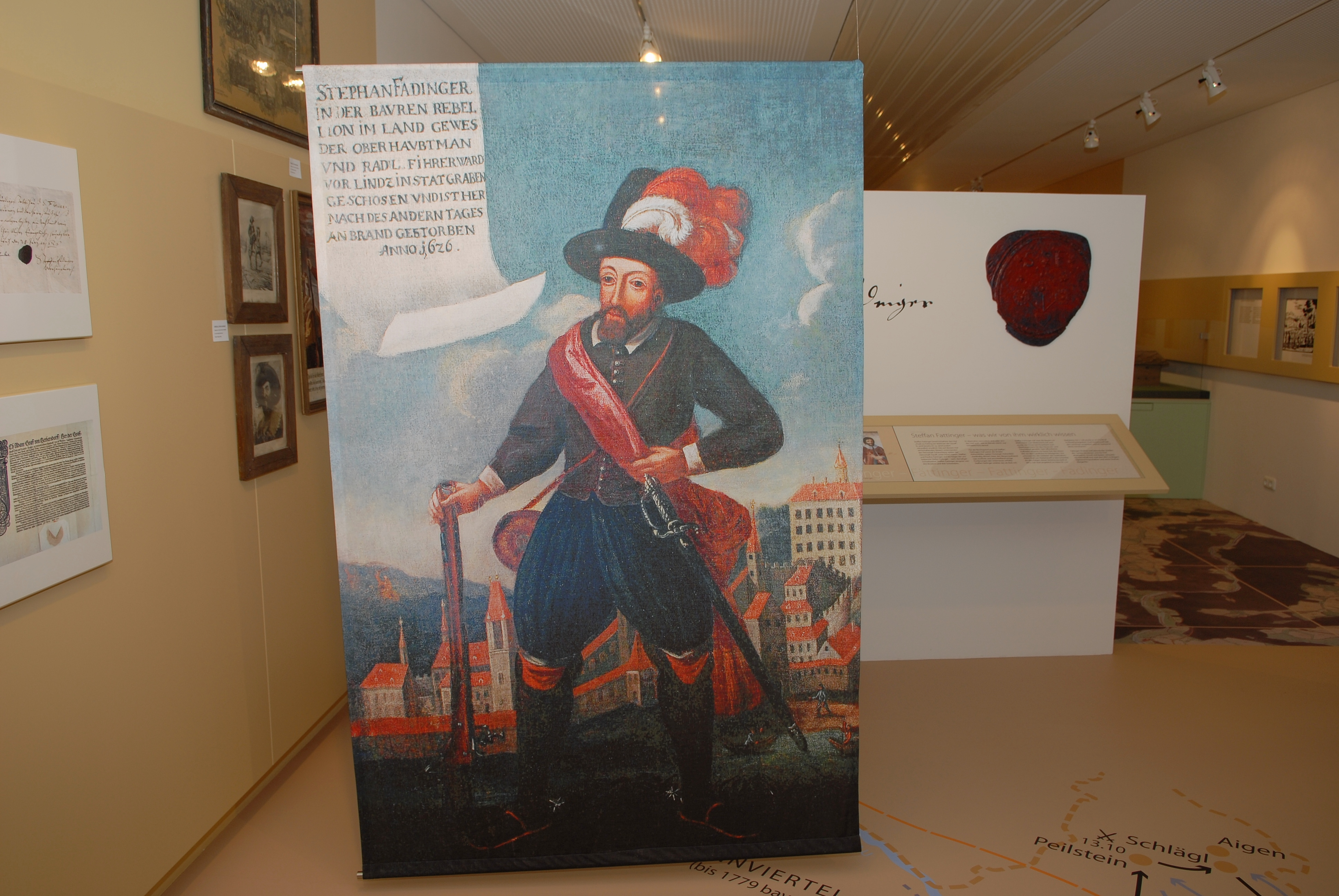
Das Stefan-Fadinger-Museum in St. Agatha

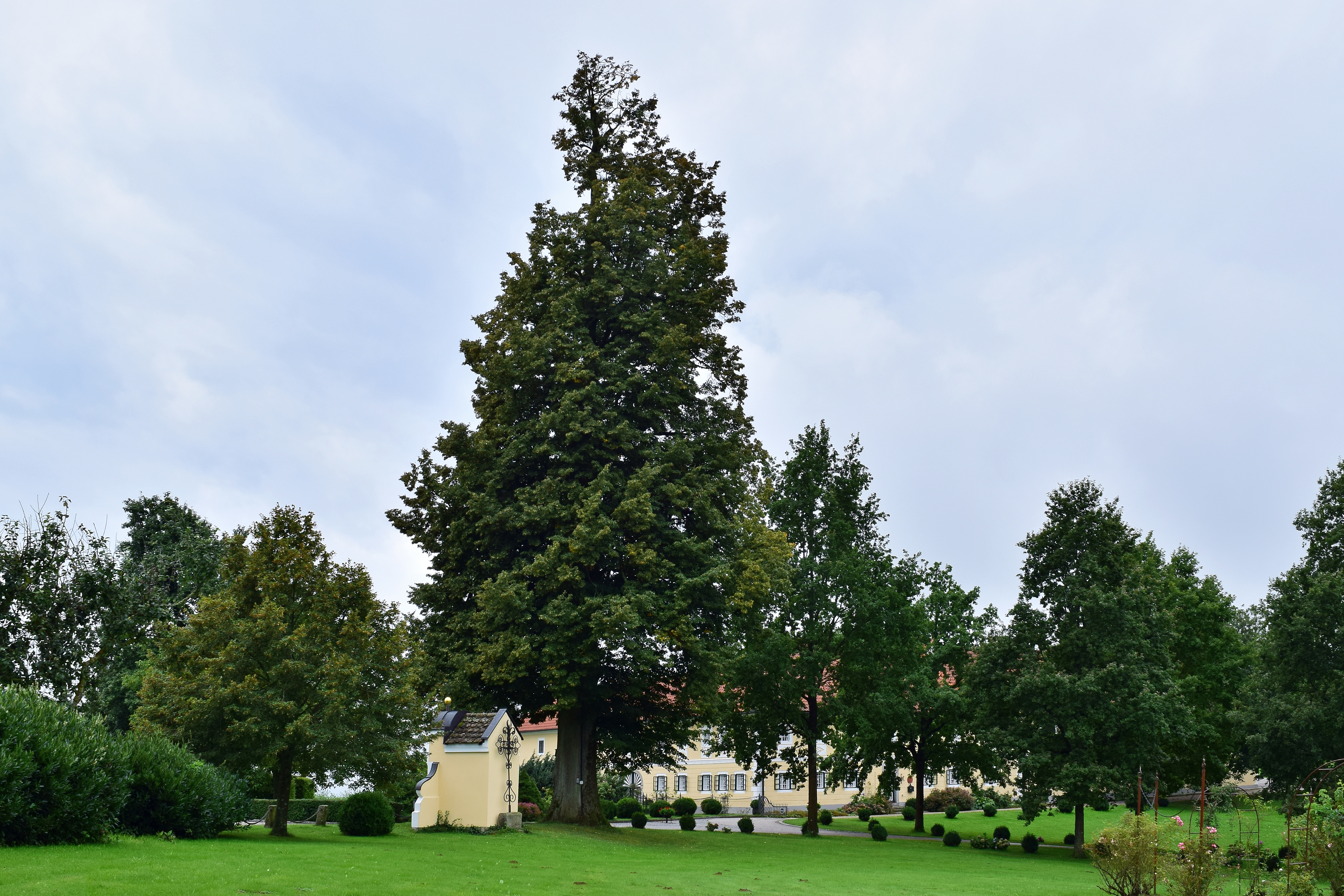
Die Stefan-Fadinger-Linde

- Katholische Pfarrkirche St. Agatha
- Pfarrhof
- Stefan-Fadinger-Museum: Das Museum ist Stephan Fadinger, dem Anführer des Oberösterreichischen Bauernkrieges (1626) gewidmet. Es befindet sich im neuen Gemeindezentrum und wurde 2009 eröffnet.
- Stefan-Fadinger-Denkmal vor dem Gemeindezentrum[8]
- Stefan-Fadinger-Linde: Die Sommerlinde befindet sich neben einer Kapelle beim Fadingerhof in Parz in der Gemeinde St. Agatha. Die Linde ist unter der Nummer nd233 als oberösterreichisches Naturdenkmal registriert.
- Pyramide Etzinger Hügel: 13 Meter[9] hohe Meditationspyramide, die auch als Aussichtswarte dient
- Tabernakelbildstock am Steinhügel

### Theater
- Bauernkriegsspiel: Im Jahr 1974 wurde die „Stefan-Fadinger-Bauerngruppe St. Agatha“ gegründet. 1976 wurde von einer Laienspielgruppe aus St. Agatha für die landesweiten 350-Jahr-Gedenkfeiern das Bauernkriegsspiel „So wolle Gott uns gnädig sein“ (mit der Hauptfigur Stefan Fadinger) aufgeführt. In den Jahren 1981, 1990, 2000, 2004, 2008, 2010 und 2014 folgten in St. Agatha Wiederholungen dieser Aufführung.

## Politik

### Gemeinderat
Der Gemeinderat hat 19 Mitglieder.
- Mit den Gemeinderats- und Bürgermeisterwahlen in Oberösterreich 1997 hatte der Gemeinderat folgende Verteilung:
- Mit den Gemeinderats- und Bürgermeisterwahlen in Oberösterreich 2003 hatte der Gemeinderat folgende Verteilung:
- Mit den Gemeinderats- und Bürgermeisterwahlen in Oberösterreich 2009 hatte der Gemeinderat folgende Verteilung:
- Mit den Gemeinderats- und Bürgermeisterwahlen in Oberösterreich 2015 hatte der Gemeinderat folgende Verteilung: 16 ÖVP, 5 FPÖ und 4 SPÖ. (25 Mandate)
- Mit den Gemeinderats- und Bürgermeisterwahlen in Oberösterreich 2021 hat der Gemeinderat folgende Verteilung: 11 ÖVP, 5 FPÖ und 3 SPÖ. (19 Mandate)[10]

### Bürgermeister
- 1989–2017 Franz Weissenböck (ÖVP)[11]
- Seit 2017 Manfred Mühlböck (ÖVP)[12]

### Wappen
Blasonierung: „In Silber zwischen vier roten, sechsstrahligen Sternen in den Ecken ein rotes Herz, aus dem oben in der Mitte an blauen Stengeln drei blaue, eins zu zwei stehende Vergissmeinnichtblüten mit goldenen Butzen wachsen.“

Die Gemeindefarben sind Blau-Gelb-Rot.
Das 1976 verliehene Gemeindewappen zeigt ein Motiv aus dem Siegel des Oberhauptmannes der aufständischen ob-der-ennsischen Bauern gegen die bayerische Pfandherrschaft 1626, Stefan Fadinger, der in St. Agatha auf dem Hof Fatting am Wald ansässig war.

## Persönlichkeiten

### Söhne und Töchter der Gemeinde
- Stefan Fadinger (≈ 1585–1626), Bauernführer im Oberösterreichischen Bauernkrieg 1626
- Christoph Zeller († 1626), Bauernführer im Oberösterreichischen Bauernkrieg 1626
- Ignaz Pilat (1820–1870), österreichischer Gärtner, gestaltete den Central Park in New York maßgeblich mit
- Julius Löcker (1860–1945), Politiker (Deutsche Volkspartei) und Jurist[14]
- Johann Steinbock (1909–2004), katholischer Priester, Gegner des Nationalsozialismus, vier Jahre Häftling im Konzentrationslager Dachau
- Franz Haslehner (1933–2019), Politiker (ÖVP), Bürgermeister von Waizenkirchen und Abgeordneter zum österreichischen Landtag